# Hermann zu Hohenlohe-Langenburg

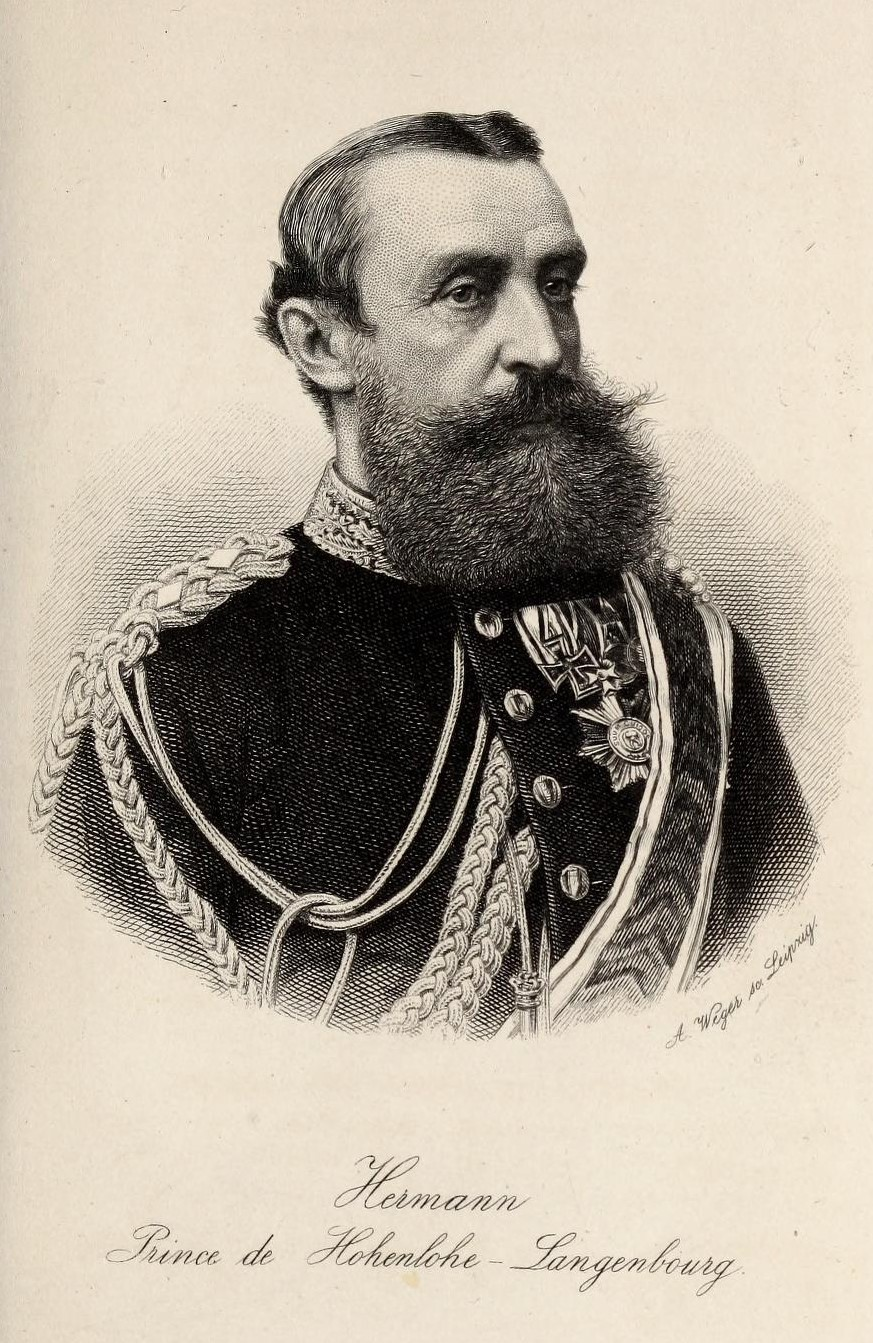
Fürst Hermann zu Hohenlohe-Langenburg 1882, gestochen von August Weger

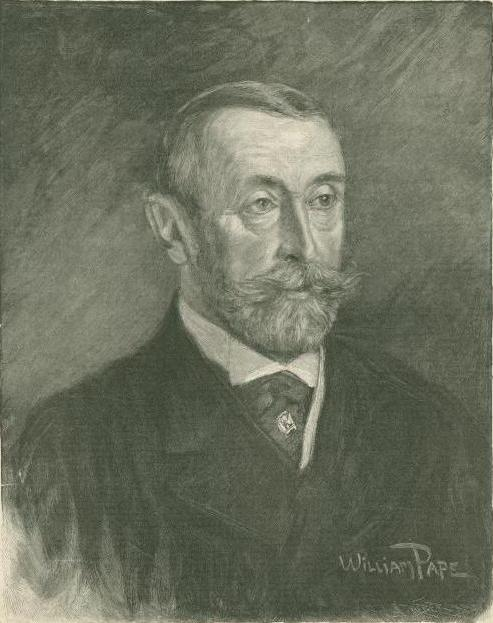
Fürst zu Hohenlohe-Langenburg als Statthalter in Elsass-Lothringen, 1905.

Hermann Ernst Franz Bernhard Fürst zu Hohenlohe-Langenburg (* 31. August 1832 in Langenburg; † 9. März 1913 ebenda) war der 6. Fürst des Hauses Hohenlohe-Langenburg. Er war der erste Präsident der Deutschen Kolonialgesellschaft.

## Abstammung
Fürst Hermann entstammte dem Hochadelshaus Hohenlohe und war zweiter Sohn von Fürst Ernst I. zu Hohenlohe-Langenburg und dessen Gattin Prinzessin Feodora zu Leiningen, der Halbschwester von Königin Victoria. 

## Leben
Er trat nach seinem Jurastudium in Berlin eine militärische Laufbahn an. 1860 übernahm er infolge der morganatischen Ehe seines älteren Bruders Karl die Standesherrschaft. Am 4. März 1861 trat er in die württembergische Kammer der Standesherren ein, der er bis zu seinem Tode angehörte. Am Deutsch-Französischen Krieg nahm Fürst Hermann aktiv teil und gehörte von 1871 bis 1881 als Mitglied der Reichspartei dem Reichstag an. Sein Reichstagsmandat gewann er im Wahlkreis Württemberg 12 (Gerabronn, Crailsheim, Mergentheim, Künzelsau). Er war entschiedener Befürworter des Bismarck-Reiches. 1881 erlitt er bei der Wahl zum Reichstag eine Niederlage und konzentrierte sein Interesse auf die Kolonialpolitik. Er war einer der Initiatoren der Gründung des Deutschen Kolonialvereins und übernahm für diesen verschiedene Funktionen. Von 1877 bis 1895 war Fürst Hermann auch Vizepräsident der ersten Kammer der württembergischen Landstände. Außerdem zählte er zu den Förderern des 1886 gegründeten Evangelischen Diakoniewerks Schwäbisch Hall, dessen Verwaltungsrat er acht Jahre lang vorstand, bevor er von 1894 bis 1907 als Nachfolger Chlodwigs zu Hohenlohe-Schillingsfürst Statthalter des Reichslands Elsaß-Lothringen war.

## Ehe und Nachkommen
Am 24. September 1862 heiratete Fürst Hermann in Karlsruhe Prinzessin Leopoldine von Baden (* 22. Februar 1837 in Karlsruhe; † 23. Dezember 1903 in Straßburg). Aus der Ehe gingen folgende drei Kinder hervor:
- Ernst (* 13. September 1863; † 11. Dezember 1950), Fürst zu Hohenlohe-Langenburg ⚭ 1896 Prinzessin Alexandra von Sachsen-Coburg und Gotha (1878–1942)
- Elise (* 4. September 1864; † 18. März 1929) ⚭ 1884 Fürst Heinrich XXVII. Reuß jüngerer Linie (1858–1928)
- Feodora (* 23. Juli 1866; † 1. November 1932) ⚭ 1894 Fürst Emich zu Leiningen (1866–1939)

## Auszeichnungen
1862 wurde Hohenlohe-Langenburg das Großkreuz des Ordens vom Zähringer Löwen verliehen und 1867 erhielt er das Großkreuz des Ordens der Württembergischen Krone. 1889 wurde ihm der ebenfalls württembergische Olga-Orden verliehen. Durch Großherzog Adolph wurde er am 17. Februar 1897 in den Nassauischen Hausorden vom Goldenen Löwen aufgenommen.